# Barabra
Els barabra són uns musulmans de Núbia que viuen a la riba del Nil entre la primera i la tercera cascada del riu. Estan formats per les tribus Kunuz, Sukkut i Mahas que no utilitzen el terme per a ells mateixos; el terme deriva de bàrbar (plural baràbira), nom similar al donat tradicionalment als amazics, «berbers».
El seu territori formà la part nord del regne cristià de Makuria. El 652 Makuria va signar un tractat amb Abd Allah ibn Sad; el 869 es van començar a instal·lar musulmans de la tribu Rabia a la zona. El fatimita Al-Hakim Mansur Bi-Amriallah (996–1021) va donar el títol de Kanz al-Dawla al xeic dels Rabia a Aswan. La barreja entre els nubians locals i els àrabs va originar els kunuz i després les altres tribus. Al segle xiv l'islam havia substituït al cristianisme.
Sota els otomans es van instal·lar a Aswan, Ibrim i Say tropes bosnianes mentre a la resta del territori del barabra era posada sota autoritat d'un kashif. També els bosnians es van barrejar amb les poblacions locals però de manera molt lenta que es va allargar fins al segle xix. Al segle xviii el barabra estaven sota sobirania de Humam Abu Yusuf xeic dels hawwara. Vers 1870 els kashiflik de Barabra estava dominat per tres germans amb capital a Darr mentre Aswan, Ibrim i Say estaven sota autoritat d'aghas bosnians.